# Волхв (сын Словена)
Волхв — по сказаниям, записанным в русских хронографах XVI и XVII веков — сын Словена, вождя первых новгородских поселенцев, по имени которого будто бы и названа река Волхов, прежде называвшаяся Мутной .
О нём говорится: «бе и бесоугодник и чародей лют, преобразуяся во образе зверя лютого крокодила и залегаше в той реце Волхов путь водный, и не поклоняющихся ему, овех пожираше, овех же испротерзаше и утопляя» («Сказание о Словене и Русе и городе Словенске», XVII век). Этот рассказ, по своему колориту, бесспорно народный. Змей, «залегающий путь» — обыкновенный образ древних сказок, сродный всем народам.
Профессор Буслаев сопоставлял Волхва словенского с эпическим Волхвом Всеславичем и приурочивал его к исполинам, составлявшим, по преданию, переход от богов к человеку. Так как слово «Волхв» есть чудское völho, то предание о нём, по мнению Н. И. Костомарова, может служить указанием на ранние отношения славян (кривичей) к финскому племени чуди.